# Morocco Tennis Tour - Meknes 2010
Il Morocco Tennis Tour - Meknes 2010 è stato un torneo professionistico di tennis maschile giocato sulla terra rossa, che faceva parte dell'ATP Challenger Tour 2010. Si è giocato a Meknès in Marocco dal 22 al 28 febbraio 2010.

## Partecipanti

### Teste di serie
| Nazionalità | Giocatore                | Ranking* | Testa di serie |
| ----------- | ------------------------ | -------- | -------------- |
| Belgio      | Steve Darcis             | 104      | 1              |
| Slovenia    | Blaž Kavčič              | 112      | 2              |
| Ucraina     | Oleksandr Dolgopolov Jr. | 116      | 3              |
| Spagna      | Pere Riba                | 122      | 4              |
| Portogallo  | Rui Machado              | 127      | 5              |
| Spagna      | Iván Navarro             | 132      | 6              |
| Spagna      | David Marrero            | 144      | 7              |
| Spagna      | Pablo Andújar            | 161      | 8              |

- Ranking al 15 febbraio 2010.

### Altri partecipanti
Giocatori che hanno ricevuto una wild card:
- Reda El Amrani
- Anas Fattar
- Hicham Khaddari
- Mehdi Ziadi

Giocatori passati dalle qualificazioni:
- Francesco Aldi
- Pablo Carreño Busta
- Iñigo Cervantes-Huegun
- Carlos Poch-Gradin

## Campioni

### Singolare
Oleksandr Dolgopolov Jr. ha battuto in finale  Rui Machado con il punteggio di 7–5, 6–2

### Doppio
Pablo Andújar /  Flavio Cipolla hanno battuto in finale  Oleksandr Dolgopolov Jr. /  Artem Smyrnov con il punteggio di 6–2, 6–2